# Mulawari
Mulawari is een bestuurslaag in het regentschap Karo van de provincie Noord-Sumatra, Indonesië. Mulawari telt 667 inwoners (volkstelling 2010).